# Four lions
Four lions (títol original en anglès, Four Lions) és una pel·lícula britànica de sàtira sobre el terrorisme estrenada el 2010. Va ser nominada al premi BAFTA com a millor pel·lícula britànica. S'ha doblat i subtitulat al català.

## Argument
Quatre musulmans que viuen a Gran Bretanya prenen la decisió de convertir-se en terroristes. Omar i Waj decideixen viatjar al Pakistan per anar a un camp d'ensinistrament per a kamikazes, mentre que en Barry i en Fessal es dediquen a ensinistrar corbs perquè transportin bombes a través de les finestres dels edificis.

## Premis i nominacions

### Nominacions
- 2011. BAFTA a la millor pel·lícula britànica

## Crítiques
- "Sensacional (...) precís tant en la comicitat del gag com en el drama interior que sempre comporta l'humor negre."[4]
- "Per a amants de la comèdia refinadament kamikaze. (...) obté el seu èxit més important en modular el sentit tràgic de la peripècia d'aquests gihadistes. (...) Puntuació: ★★★★★ (sobre 5)"[5]